# Hilda Maria Longhi-Wagner
Hilda Maria Longhi-Wagner (1949) es una botánica, destacada agrostóloga, curadora, y profesora brasileña. En 1970, obtuvo una licenciatura en Historia natural, por la Universidad Federal de Río Grande del Sur; para obtener la maestría en Biología Vegetal, defendió la tesis Revisión taxonómica del gênero Lamanonia Vell (Cunoniaceae), en 1975; y, el doctorado por la Universidad de São Paulo, en 1986
Desarrolla actividades académicas e investigativas en el Instituto de Ciencias Biológicas, Departamento de Botánica, de la Universidad Federal de Rio Grande do Sul. Se ha especializado en taxonomía de angiospermas, con taxonomía, florística, de Rio Grande do Sul, de la familia de las fabáceas (Faboideae, Caesalpinioideae y Mimosoideae).
Al publicar Poaceae en 2001, la especialista en esos pastos, y organizadora del primer volumen de la Flora dijo:

“Cuando un neófito arranca una gramínea al borde de la carretera, no sabe si la misma es nativa o no”. El pasto guinea (Panicum maximum), por ejemplo, muy encontrado al borde de las carreteras, es una planta africana. La botánica gaúcha coordinó e integró un equipo de 21 autores, que produjeron los textos contenidos en la obra.

## Algunas publicaciones
- c.a.d. Welker, hilda m. longhi-Wagner. 2013. Sinopse do gênero Schizachyrium Nees (Poaceae- Andropogoneae) no Rio Grande do Sul, Brasil. Iheringia. Série Botânica 67: 199-223
- hilda m. longhi-Wagner, cassiano a. Dorneles Welker. 2012. Diversity, chorology and conservation of the grasses (Poaceae) in Serra do Ouro Branco, State of Minas Gerais, Brazil. Phytotaxa 65: 7-22
- -----------------------------------, r.p. Oliveira. 2011. Neotropical Poaceae. En: Milliken, W., Klitgård, B. & Baracat, A. (2009 onwards), Neotropikey - Interactive key and information resources for flowering plants of the Neotropics en línea
- r.p. Oliveira, hilda m. Longhi-Wagner, j.g. Jardim. 2006. Diversidade e conservação de bambus herbáceos (Poaceae: Bambusoideae: Olyreae) da Mata Atlântica, Brasil. Seminário Nacional de Bambu: Anais. Brasília: 62-66
- hilda m. longhi-Wagner. 1988. Uma nova espécie de Aristida L. (Gramineae) do Brasil. Ed. Herbarium Bradeanum, 4 pp.

### Libros
- ilsi iob Boldrini, hilda m. Longhi-Wagner, sonja de Castro Boechat. 2005. Morfologia e taxonomia de gramíneas sul-rio-grandenses. Ed. UFRGS, 96 pp. ISBN 85-7025-828-3, ISBN 978-85-7025-828-1
- ------------------------, ---------------. 2001. Revisão de Andropogon L. (Poaceae - Panicoideae - Andropogoneae) no Brasil. Ed. Univ. de São Paulo, Instituto de Biociências. 401 pp.
- adriana Guglieri, hilda m. Longhi-Wagner. 2002. Gramineae - Paniceae: Gênero Panicum L. Vol. 26 de @Flora ilustrada do Rio Grande do Sul. Editor UFRGS, 163 pp.
- ana Zanin, jaime mujica-Salles, hilda m. Longhi-Wagner. 1992. Gramineae: Tribo Stipeae. Nº 51 de Boletim do Instituto de Biociências. Ed. UFRGS, 174 pp.

### Capítulos de libros
- t.s. Filgueiras, hilda m. Longhi-Wagner, p.l. Viana, a. Zanin, a. Guglieri, r.c. de Oliveira, t.s. Canto-Dorow, r.p. Oliveira. 2010. Poaceae. En: R.C. Forzza et al. (eds.) Catalogo de plantas e fungos do Brasil vol. 2, pp. 1464-1520. Instituto de Pesquisas Jardim Botânico do Rio de Janeiro

## Reconocimientos
- Becaria del Consejo Nacional de Desarrollo Científico y Tecnológico, CNPq, Brasil[2]

## Membresías
- de la Sociedad Botánica del Brasil[5]
- Plantas do Nordeste[6]